# Apollónios z Pergy
Apollónios z Pergy (řecky Ἀπολλώνιος ὁ Περγαῖος) byl starověký řecký geometr, matematik a astronom ze 3.-2. století př. n. l. Byl též zván "Velký geometr". Byl Archimédovým současníkem, ale spíše s ním polemizoval. Vydal se jinou cestou než on, navázal na Eukleida a eleatskou školu.

## Život
O jeho životě je známo minimum. Všechny údaje pocházejí buď od Pappa Alexandrijského, nebo z Apollóniovy vlastní předmluvy k jednomu ze dvou dochovaných děl. Pocházel z města Pergy v Pamfýlii (dnes jižní Turecko). Vystudoval v Alexandrii, u Euklidových žáků, nějaký čas tam pak i učil. Posléze působil v Efezu a Pergamu. Jeho práce vnesly geometrická témata do islámské středověké vědy. V Evropě začaly sehrávat velkou roli od renesance (první evropské vydání jeho hlavního díla Kónika od antických časů je datováno do roku 1566, kdy vyšlo v latinském překladu Federica Commandina v Bologni).
Kráter Apollonius na Měsíci je pojmenován po něm.

## Dílo

Apollóniovo odvození kuželoseček z řezu kužele

Proslul zejména osmidílným dílem Kónika – Pojednání o kuželosečkách, které napsal ještě v Alexandrii. Čtyři díly se zachovaly v řeckém originálu, tři v arabských překladech, poslední, osmý díl, se zcela ztratil. Před Apollóniem byla definována jediná kuželosečka - kružnice, on doplnil a definoval elipsu, parabolu a hyperbolu. Dokázal, že všechny kuželosečky lze odvodit z rovinného řezu dvojitého kužele, přičemž kužel deﬁnoval jako těleso vznikající pohybem bodu přímky po kružnici, pakliže je tato přímka v jiném bodě upevněna. To dlouho v dějinách vědy nebylo považováno za příliš praktický objev, dokud Issac Newton neobjevil, že tělesa ve vakuu se pohybují v gravitačním poli právě po kuželosečkách. Tehdy došel Apollónois docenění a jeho dílo začalo být nejen studováno, ale objevily se i snahy ho plně zrekonstruovat - učinil tak anglický astronom Edmund Halley, který "dopsal" chybějící osmý díl. Za zcela revoluční lze považovat, že v jisté chvíli Apollónios došel k tzv. asymptotám hyperboly. Tím totiž nakročil již za euklidovskou geometrii, neboť otevřel téma nekonečna a de facto zpochybnil Euklidův axióm o rovnoběžkách. Ač je pravděpodobné, že Apollónios čerpal ze starších prací o kuželosečkách (patrně zejména Menaichma, Aristaia staršího, Euklida, Konóna ze Samu a Nikoleta z Kyrény), jeho práce byla tak průkopnická, že prakticky své předchůdce vymazala a jejich díla se přestala opisovat (podobně jako se to stalo třeba v případě Euklida).
Napsal též dvoudílný spis O dotycích. Ten se nedochoval, avšak díky Dějinám matematiky Pappa Alexandrijského víme, že v této práci formuloval geometrickou úlohu zvanou dnes Apollóniova, tedy úkol nalézt kružnici, která se dotýká tří daných geometrických útvarů - bodů, kružnic a přímek (nejtěžším případem jsou tři kružnice), a to za použití kružítka a pravítka.
V oblasti astronomie Apollónios věřil, že se planety pohybují kolem Země, což byl sice omyl, ale při jeho rozvíjení zavedl důležité pojmy: deferent a epicyklus, což byl pojem, jež znovu zdvihl Klaudios Ptolemaios (díky jeho Almagestu také o tomto Apollóniově přínosu víme) a byl pak užíván až do časů Koperníkových. Složením několika epicyklů šlo podle Apollónia vysvětlit každý pohyb planety v jakékoli dráze, při jakékoli rychlosti. Když byla v pohybu planet nalezena nerovnost, vložil se nový epicyklus. Časem však věda dospěla k tomu, že pohyb planet nelze odvodit čistě geometricky, neboť geometrie nepočítá, krom jiného, s gravitací.
Důležitým byl jeho vstup do optiky. Ač se jeho práce o "zápalných zrcadlech" nedochovala, můžeme ze zmínek pozdějších autorů vyvozovat, že se zde věnoval zejména problému ohniska parabolického zrcadla a otázce, kam se odrazí paprsek světla z různých bodů takového zrcadla - jako první si uvědomil, že to není do středu zrcadla, jak soudili autoři před ním. Potenciál tohoto objevu byl ohromný, jak víme dnes, po rozvoji parabolických antén.
Podle Eutokia Apollonios určil číslo Pí přesněji než Archimédes.
Pappos vyjmenovává šest Apollóniových děl, která se ztratila: De Rationis Sectione, De Spatii Sectione, De Sectione Determinata, De Tactionibus, De Inclinationibus, De Locis Planis. Někteří starověcí autoři ovšem citují i jiná jeho díla, například Proklos.